# Christine Leunens
Christine Leunens (née le 29 décembre 1964) est une écrivaine néo-zélandaise et belge. Elle est l’auteur de trois romans, qui ont été traduits en plus de quinze langues. Son deuxième roman, Le ciel en cage, a été adapté au cinéma par Taika Waititi, sous le titre Jojo Rabbit.

## Biographie

### Jeunesse
De mère italienne et de père belge, elle est la petite-fille du peintre Guillaume Leunens dont les années passées dans un camp de travail allemand pendant la Seconde Guerre mondiale ont influencé ses œuvres abstraites sur métal. Au cours de sa jeunesse, elle voyage entre la Belgique, la France et les États-Unis et se montre précocement passionnée par la littérature. 

### Carrière littéraire
En 1990, Christine Leunens s'installe dans un haras en Picardie et commence l'écriture de pièces de théâtre, puis de scénarios de films. En 1996, elle reçoit le prix du Centre National du Cinéma sous la présidence d'Isabelle Huppert. Un séjour littéraire à l'Exeter College de l'université d'Oxford la met sur une nouvelle voie et en 1997 elle travaille à son premier roman. Publié en 1999 sous le titre Primordial Soup, il est décrit par le Sunday Times comme « un remarquable premier roman » et par Publishers Weekly comme étant « excentrique, grotesque et très drôle ». 
En 2000, Christine Leunens fait des recherches sur les Jeunesses hitlériennes et Vienne pendant la Seconde Guerre mondiale au Mémorial de Caen où elle écrit Le ciel en cage. Jean Soublin le décrit dans Le Monde comme « un beau roman, puissant, divers et ambitieux » où « l'amour [est] si total qu'il enferme le partenaire, qu'il l'isole et le colonise jusqu’à la destruction... » et Dominique Fernandez dans Le Nouvel Observateur en parle comme d'un livre « qui fascine et laisse une rare impression d'étrangeté et de puissance ». Réédité trois fois en France, Le ciel en cage est cité pour le Prix Médicis étranger en 2007 et le Prix du roman Fnac en 2008. 
En 2005, Christine Leunens passe un Master of Liberal Arts en littérature anglaise et américaine à l'université de Harvard ; elle y obtient un prix pour sa thèse sur Les ambassadeurs de Henry James ainsi qu'un prix pour l'excellence de ses résultats académiques. En 2008, elle reçoit une bourse de l'université Victoria de Wellington pour y faire un doctorat qu'elle obtient en 2012. Sa thèse sur les relations entre belle-mère et belle-fille lui inspire son troisième roman publié en 2013 sous le titre Le soleil en boite. Le New Zealand Herald l’inclut dans sa sélection des meilleurs œuvres littéraires anglophones de l'année 2013.
En 2017, Le ciel en cage est adapté au théâtre par Désirée Gezentsvey et dirigé par Andrew Foster au Circa Théâtre de Wellington,. 
Taika Waititi, réalisateur de Thor: Ragnarok, l'adapte au cinéma sous le nom de Jojo Rabbit. Le film sort au printemps 2019 à avec Taika Waititi, Scarlett Johansson, Sam Rockwell, Rebel Wilson, Roman Griffin Davis et Alfie Allen dans les rôles principaux. Il reçoit le prix du public au Festival International du Film de Toronto, ainsi qu'en 2020, un Oscar et un BAFTA pour le meilleur scénario adapté. 
Elle travaille actuellement à l'écriture d'un roman dont l'action se situe entre Auckland et Paris au moment des événements du Rainbow Warrior.

### Vie privée
Christine Leunens est mariée et mère de trois enfants.

## Œuvres
- Primordial Soup, Dedalus, 1999
- Le Ciel en cage, Philippe Rey, 2007, traduit de l'anglais par Bernard Turlé
- Le Soleil en boîte, Philippe Rey, 2013, traduit de l'anglais par Bernard Turlé

## Adaptation
Son roman Le Ciel en cage est adapté au cinéma dans le film Jojo Rabbit (2019).